# Pfarrkirche St. Michael im Burgenland

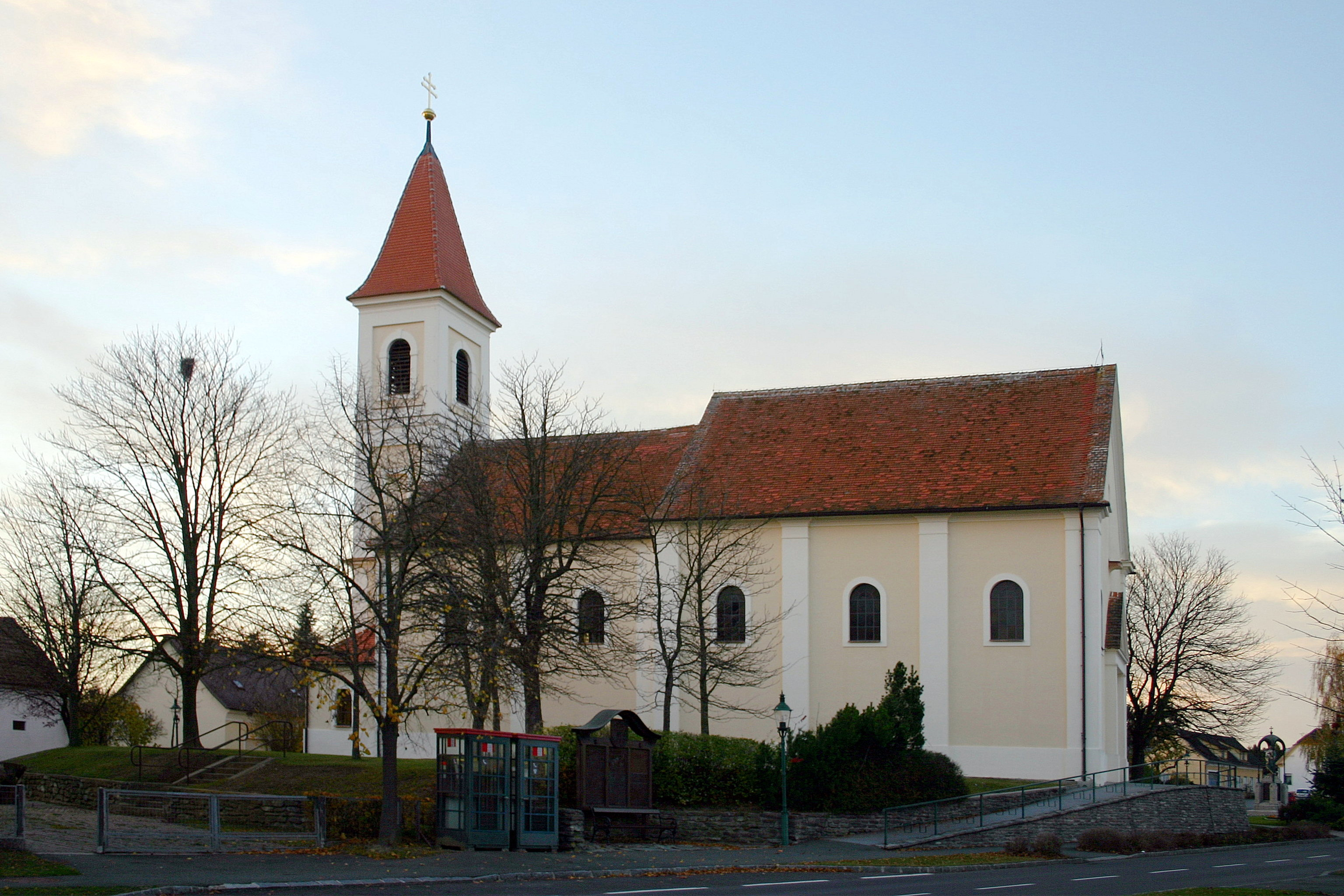
Pfarrkirche St. Michael

Die römisch-katholische Pfarrkirche St. Michael steht im Ortszentrum von St. Michael im Burgenland (ungarisch: Pusztaszentmihály)  im Bezirk Güssing im Burgenland. Sie ist dem heiligen Michael gewidmet und gehört zum Dekanat Güssing in der Diözese Eisenstadt. Das Gebäude steht unter Denkmalschutz.

## Geschichte
Die Pfarre existierte bereits im Mittelalter. Unter Einbeziehung einer älteren Kirche, dem Westteil mit Turm, wurde das Gotteshaus 1933 erweitert und neu eingerichtet. Die Kirche wurde in den Jahren 1968 und 1976 renoviert.

## Architektur und Ausstattung

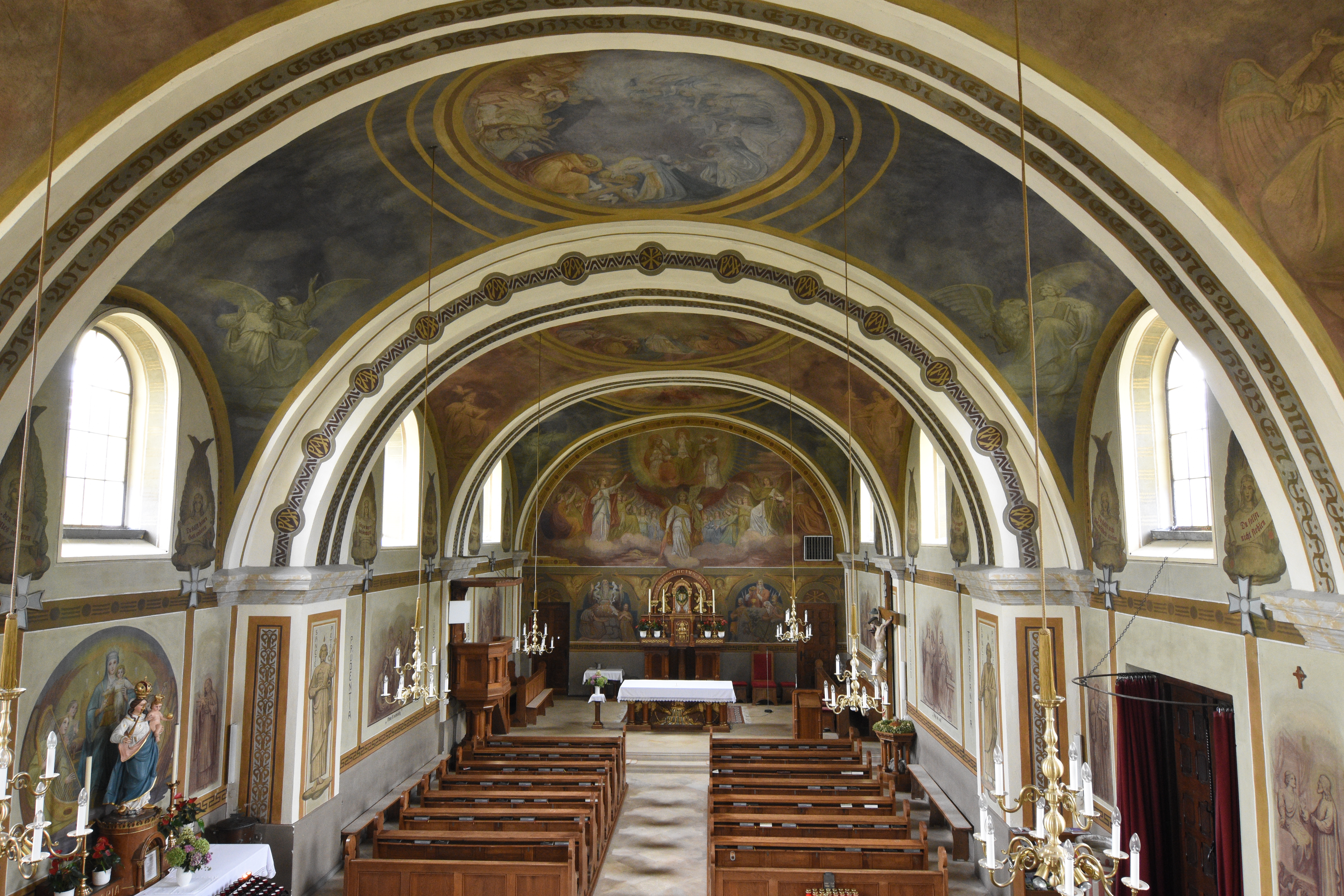
Innenansicht der Kirche

Die Kirche ist ein großer Saalbau mit flach geschlossenem Chor. Das Schiff ist dreijochig mit Platzlgewölbe zwischen Gurten, die auf flachen Pilastern lagern. Der Chor ist zweijochig, ebenfalls mit Platzlgewölbe. Der Innenraum wurde 1933 nach Beuroner Manier ausgemalt. An der südlichen Wand des Kirchenschiffs befindet sich eine Madonnenfigur mit Kind aus der ersten Hälfte des 18. Jahrhunderts in neuerer Fassung. Die Orgel aus 1965 mit 8 Registern wurde von Herbert Huber in Eisenstadt gebaut.